# Heinrich Nordhoff

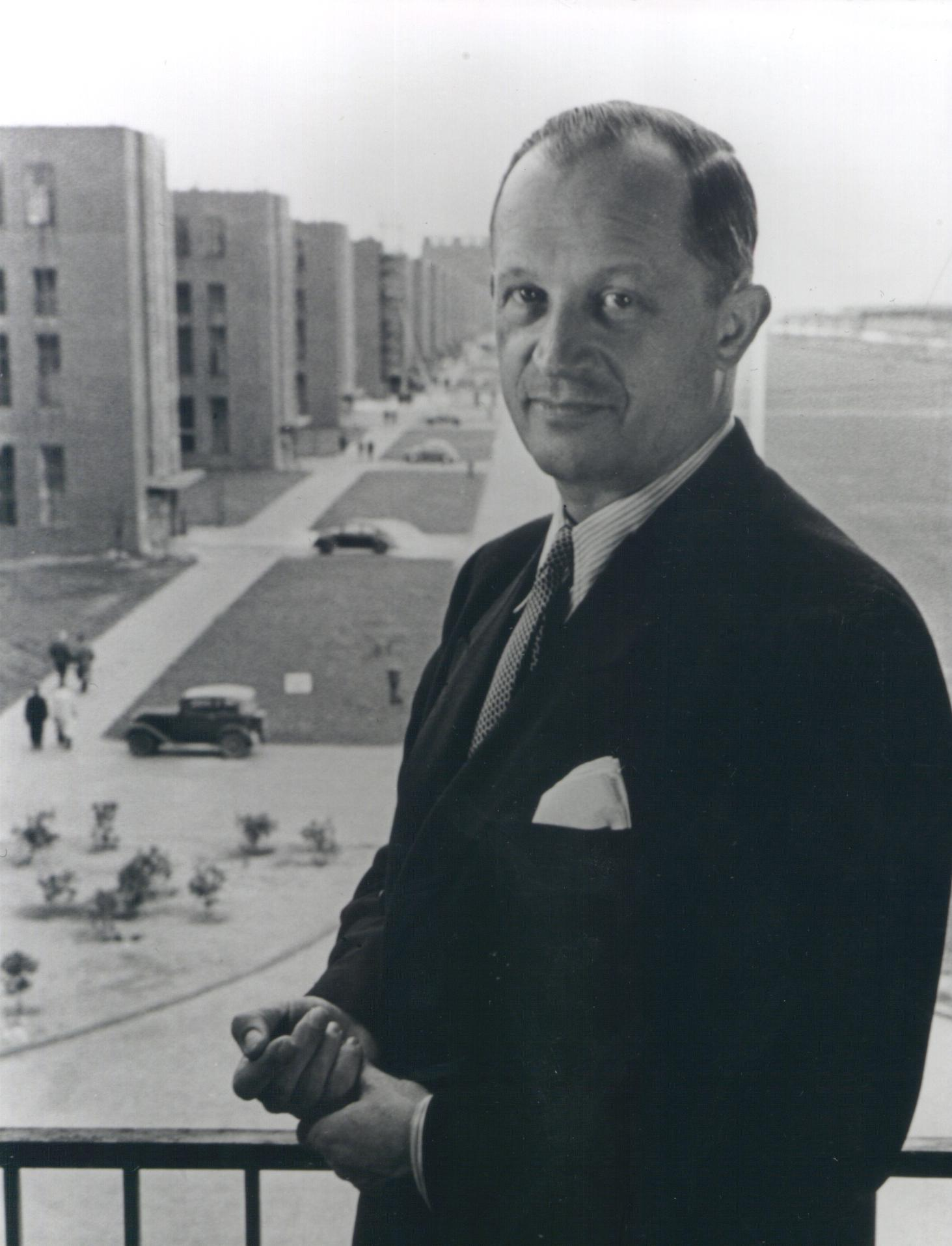
Heinrich Nordhoff

Heinrich (Heinz) Nordhoff (Hildesheim, 6 januari 1899 - Wolfsburg; 12 april 1968) was een Duits industrieel. Hij was van 1948 tot 1967 bestuursvoorzitter van Volkswagen en de eerst verantwoordelijke voor de naoorlogse ontwikkeling van het bedrijf.
Nordhoff studeerde werktuigbouwkunde aan de Technische Universiteit van Berlijn-Charlottenburg en kreeg in 1929 een leidende functie bij Opel in Rüsselsheim. Tijdens de Tweede Wereldoorlog was hij verantwoordelijk voor de Opel vrachtwagenfabriek in Brandenburg an der Havel.
In 1948 werd Nordhoff door de Britse bezettingsmacht benoemd tot algemeen directeur bij de Volkswagen in Wolfsburg als opvolger van Hermann Münch. Hij bouwde het bedrijf in de volgende twee decennia op tot de grootste autoproducent van Europa. Hij was verantwoordelijk voor de internationale expansie van het bedrijf, onder andere door de vestiging van fabrieken in Zuid-Afrika en Brazilië.
Te lang hield Nordhoff echter vast aan de luchtgekoelde boxermotor en achterwielaandrijving, de zo succesvolle uitgangspunten van de Kever. Begin jaren zeventig kwam Volkswagen daardoor tijdelijk op achterstand van de concurrentie.
- Bibliothèque nationale de France: cb145276292 (data)
- Gemeinsame Normdatei: 120939274
- International Standard Name Identifier: 0000 0000 3048 2937
- Library of Congress Control Number: n92098570
- Nederlandse Thesaurus van Auteursnamen: 260840963
- Système universitaire de documentation: 080586759
- Virtual International Authority File: 18066100
- WorldCat: E39PBJj8MMYKpF3pXDXHdFptrq